# سفارة أرمينيا في أوكرانيا
سفارة أرمينيا في أوكرانيا هي أرفع تمثيل دبلوماسي لدولة أرمينيا لدى أوكرانيا. تقع السفارة في كييف وهي تهدف لتعزيز المصالح الأرمينية في أوكرانيا.

## وصلات خارجية
- الموقع الرسمي
- قائمة سفارات أرمينيا
- قائمة السفارات في أوكرانيا